# Dzieje Narodu i Państwa Polskiego
Dzieje Narodu i Państwa Polskiego – seria wydawnicza, która ukazywała się nakładem Krajowej Agencji Wydawniczej (KAW) w latach 1986–2001. Na serię składa się 66 woluminów, z których każdy posiada własny tytuł oraz numer i omawia odrębny okres dziejów Polski (lub określony temat ujęty monograficznie), od jej początków do II wojny światowej.

## Koncepcja serii
Zgodnie z przyjętymi założeniami redakcyjnymi, celem serii było:

... upowszechnienie wiedzy o dziejach ojczystych, zwłaszcza wśród młodego pokolenia Polaków i kształtowanie umiejętności wyciągania wniosków z przeszłości własnego narodu i narodów sąsiednich.

Dzieje Narodu i Państwa Polskiego miały mieć charakter popularnonaukowy dzięki atrakcyjnej i przystępnej formie. Wysoki poziom naukowy i rzetelność treści gwarantować miało natomiast zaangażowanie jako autorów wybitnych polskich historyków. Pozostawiono im swobodę w zakresie indywidualnego opracowania poszczególnych tematów w formie eseju historycznego, na podstawie wyników własnych, najnowszych badań.

## Założenia redakcyjne i wydawnicze
Całość materiału, o łącznej objętości 960–1000 arkuszy wydawniczych, stanowić miała największe dzieło zbiorowe polskich historyków. Podzielono go na 3 tomy, obejmujące odpowiednio dzieje Polski:
- średniowiecznej (do końca XV w.),
- nowożytnej (do roku 1795),
- w okresie rozbiorów oraz dwudziestolecia międzywojennego (do wybuchu II wojny światowej).

Dwa pierwsze tomy, liczące łącznie 40 wolumenów, miał przygotować zespół redakcyjny krakowskiego ośrodka Krajowej Agencji Wydawniczej, zaś tom trzeci, obejmujący 24 tematy redakcja warszawska. Poszczególne zeszyty planowano wydawać równolegle w ramach wymienionych tomów, w masowym nakładzie 160 tys. egzemplarzy. Teksty uzupełniać miały liczne ilustracje, w tym bogata ikonografia i materiały pomocnicze jak kalendaria, czy tablice synchronistyczne.
Pierwotnie kolegium redakcyjne zespołu krakowskiego tworzyli:
- Feliks Kiryk – przewodniczący,
- Henryk Szydłowski – z-ca przewodniczącego,
- Stanisław Rydz – sekretarz,
- Józef Biernacik,
- Stanisław Grzybowski,
- Aleksander Kornijasz,
- Michał Rożek.

W skład redakcji naukowej zespołu warszawskiego weszli:
- Józef Buszko,
- Andrzej Garlicki.

Od strony graficznej serię opracował Marian Sztuka.

## Realizacja
Wydawanie poszczególnych zeszytów rozpoczęto w roku 1986 – ukazały się wówczas dwa pierwsze wolumeny. Do roku 1989 prace nad serią przebiegały sprawnie i zgodnie z założeniami. W latach 1987–1989 łącznie wydano 33 zeszyty, a nakład każdego z nich (z wyjątkiem zeszytu I-15) wyniósł 160.350 egzemplarzy.

### Zestawienie liczby zeszytów wydanych w poszczególnych latach, w ramach tomów I – III
| Rok  | Tom I | Tom II | Tom III | Razem |
| ---- | ----- | ------ | ------- | ----- |
| 1986 | 1     | 0      | 1       | 2     |
| 1987 | 1     | 1      | 7       | 9     |
| 1988 | 4     | 4      | 4       | 12    |
| 1989 | 4     | 3      | 5       | 12    |
| 1990 | 1     | 1      | 2       | 4     |
| 1991 | 1     | 0      | 4       | 5     |
| 1992 | 1     | 2      | 0       | 3     |
| 1993 | 0     | 1      | 0       | 1     |
| 1994 | 2     | 4      | 2       | 8     |
| 1995 | 0     | 0      | 0       | 0     |
| 1996 | 1     | 2      | 0       | 3     |
| 1997 | 0     | 1      | 0       | 1     |
| 1998 | 1     | 1      | 0       | 2     |
| 1999 | 2     | 1      | 0       | 3     |

W latach 90. XX wieku kolejne zeszyty ukazywały się zdecydowanie rzadziej, a nakład stopniowo malał. W roku 1990 obniżono go do 100.000 sztuk, zaś w kolejnym do 80.000, a następnie do 60.000 sztuk. W latach 1992–1993 nakład wynosił 50.000 egzemplarzy, by w roku 1994 obniżyć się do 45.000, a w roku 1996 do zaledwie 20.000 egzemplarzy. Dla kilku ostatnich wolumenów, wydanych w latach 1996–1999 w Warszawie, zrezygnowano z podawania wielkości nakładu.
Zespół warszawski zakończył pracę w roku 1994, przy czym w roku 1991, na prośbę czytelników, zmieniono liczbę zeszytów składających się na tom trzeci, z zaplanowanych 24 do 25. Zespół krakowski pracował do roku 1999, jednakże ostatnich 8 zeszytów wchodzących w skład tomów pierwszego i drugiego zostało wydanych w Warszawie, a nie w Krakowie.
Pomimo zbieżnych założeń redakcyjnych i wspólnego projektu graficznego tomy "krakowskie" różnią się szczegółami od tych przygotowanych przez redakcję warszawską. Wszystkie zeszyty mają identyczny format (wynoszący 27 cm, a więc nieco mniejszy od rozmiaru A4), jednak w przypadku tych składających się na tomy pierwszy i drugi zastosowano oprawę klejoną miękką, zaś tworzących tom trzeci oprawę zeszytową. Pozostałe różnice i cechy charakterystyczne zestawiono w tabeli.
| Cecha               | Tom I oraz II | Tom III |
| ------------------- | --- | --- |
| I strona okładki    | podzielona na 3 części: - na górze, na białym tle tytuł i nazwisko lub nazwiska autorów, - na środku reprodukcja lub zdjęcie, - na dole tytuł serii białą czcionką na niebieskim tle.                                                                    | podzielona na 3 części: - na górze, na białym tle tytuł i nazwisko lub nazwiska autorów, - na środku reprodukcja, - na dole tytuł serii czcionką magenta na czarnym tle.                           |
| III strona okładki  | różne treści (kalendaria, drzewa genealogiczne, tablice synchronistyczne, reprodukcje, wskazówki bibliograficzne, tabele i zestawienia, mapy lub spisy wydanych zeszytów                                                                                 | głównie tablice synchronistyczne, rzadziej wskazówki bibliograficzne lub reprodukcje |
| IV strona okładki   | podzielona na 3 części: - na górze, na białym tle opis serii, numer tomu i cena, - na środku, w ramce reprodukcja lub zdjęcie, ewentualnie mapa, - na dole logo KAW i adres redakcji krakowskiej (lub warszawskiej dla 8 zeszytów wydanych w Warszawie). | podzielona na 3 części: - na górze, na białym tle opis serii, numer tomu i cena, - na środku, w ramce mapa, ewentualnie reprodukcja lub zdjęcie, - na dole logo KAW i adres redakcji warszawskiej. |
| Liczba stron        | - 80 (20 zeszytów) lub - 72 (19 zeszytów) lub - 68 (zeszyt II-39) | 80 |
| Kolorowe ilustracje | - 16 stron (17 zeszytów) lub - 8 stron (20 zeszytów) lub - brak (zeszyty: I-01, I-04, I-06) | brak |

Redakcji nie udało się zrealizować założeń dotyczących objętości serii. Poszczególne zeszyty liczą od 9,8 do 12,48 arkusza wydawniczego, a całość nie przekracza 800 arkuszy.

## Poszerzenie serii o tom IV
W roku 2001 Krajowa Agencja Wydawnicza rozszerzyła serię Dzieje Narodu i Państwa Polskiego o tom czwarty, który miał obejmować historię Polski od wybuchu II wojny światowej. Wydano zeszyt IV-1 oraz zapowiedziano publikację zeszytów IV-18, IV-19 oraz IV-20.
W skład nowego kolegium redakcyjnego weszli:
- Jerzy Eisler,
- Antoni Dudek,
- Jan Żaryn,
- Andrzej Kunert.

Od strony graficznej tom czwarty opracował Lesław Sławiński, zmieniając dość znacząco pierwotną koncepcję serii. Zrezygnowano m.in. z białego tła na okładkach, na dole I strony okładki pozostawiono natomiast tytuł serii (białą czcionką na niebieskim tle). Objętość zeszytu zwiększono do 144 stron.
Ze względu na wszczęcie postępowania układowego wobec KAW w maju 2002 roku, które ostatecznie zakończyło się likwidacją przedsiębiorstwa w roku 2004, kolejne zeszyty tomu czwartego nie zostały wydane.

## Wznowienie serii
W roku 2009 seria została wznowiona przez Wydawnictwo Templum. Ukazały się trzy zeszyty, wydane w Wodzisławiu Śląskim:
- 2009: zeszyt I-16 (ISBN 978-83-929218-2-0),
- 2010: zeszyt I-10 (ISBN 978-83-929218-4-4),
- 2011: zeszyt II-39 (ISBN 978-83-932793-5-7).

## Spis woluminów w podziale na tomy
- I tom:

| Lp. | Tytuł                                      | Autor                 | Tom  | Miejsce wydania | Rok wydania | Nakład  | ISBN               |
| --- | ------------------------------------------ | --------------------- | ---- | --------------- | ----------- | ------- | ------------------ |
| 1.  | Od Prasłowian do Polaków                   | Jerzy Strzelczyk      | I-01 | Kraków          | 1987        | 160 350 | ISBN 83-03-02015-3 |
| 2.  | Pierwsze państwo polskie                   | Gerard Labuda         | I-02 | Kraków          | 1989        | 160 350 | ISBN 83-03-02969-X |
| 3.  | Korona i infuła Od monarchii do poliarchii | Gerard Labuda         | I-03 | Kraków          | 1996        | 20 000  | ISBN 83-03-03659-9 |
| 4.  | Cedynia, Niemcza, Głogów, Krzyszków        | Karol Olejnik         | I-04 | Kraków          | 1988        | 160 350 | ISBN 83-03-02038-2 |
| 5.  | Przerwany hejnał                           | Tomasz Jasiński       | I-05 | Kraków          | 1988        | 160 350 | ISBN 83-03-02041-2 |
| 6.  | Testament Krzywoustego                     | Andrzej Jureczko      | I-06 | Kraków          | 1988        | 160 350 | ISBN 83-03-02040-4 |
| 7.  | Pierścień Kingi                            | Jerzy Wyrozumski      | I-07 | Warszawa        | 1999        | b.d.    | ISBN 83-03-03697-1 |
| 8.  | Łokietkowe czasy                           | Henryk Samsonowicz    | I-08 | Kraków          | 1989        | 160 350 | ISBN 83-03-02745-X |
| 9.  | Wielki król i jego następca                | Feliks Kiryk          | I-09 | Kraków          | 1992        | 50 000  | ISBN 83-03-03266-6 |
| 10. | O Rzeczpospolitą Obojga Narodów            | Juliusz Bardach       | I-10 | Warszawa        | 1998        | b.d.    | ISBN 83-03-03692-0 |
| 11. | Grunwald 1410                              | Edward Potkowski      | I-11 | Kraków          | 1994        | 45 000  | ISBN 83-03-03641-6 |
| 12. | Koncyliaryści, heretycy i schizmatycy...   | Jadwiga Krzyżaniakowa | I-12 | Kraków          | 1989        | 160 350 | ISBN 83-03-02615-1 |
| 13. | Warna 1444                                 | Wincenty Swoboda      | I-13 | Kraków          | 1994        | 45 000  | ISBN 83-03-03629-7 |
| 14. | Wojna trzynastoletnia                      | Marian Biskup         | I-14 | Kraków          | 1990        | 100 350 | ISBN 83-03-03076-0 |
| 15. | Nauk przemożnych perła                     | Feliks Kiryk          | I-15 | Kraków          | 1986        | 110 000 | ISBN 83-03-01194-4 |
| 16. | Państwo pierwszych Jagiellonów             | Wacław Uruszczak      | I-16 | Warszawa        | 1999        | b.d.    | ISBN 83-03-03698-X |
| 17. | W cieniu katedr i zamków                   | Michał Rożek          | I-17 | Kraków          | 1988        | 160 350 | ISBN 83-03-02330-6 |
| 18. | Rady Kallimacha                            | Krzysztof Baczkowski  | I-18 | Kraków          | 1989        | 160 350 | ISBN 83-03-02502-3 |
| 19. | Złoty wiek                                 | Michał Rożek          | I-19 | Kraków          | 1991        | 60 000  | ISBN 83-03-03265-8 |

- II tom:

| Lp. | Tytuł                                   | Autor                     | Tom   | Miejsce wydania | Rok wydania | Nakład  | ISBN               |
| --- | --------------------------------------- | ------------------------- | ----- | --------------- | ----------- | ------- | ------------------ |
| 1.  | Dogonić Europę                          | Andrzej Wyczański         | II-20 | Kraków          | 1987        | 160 350 | ISBN 83-03-01824-8 |
| 2.  | Spory królów ze szlachtą w złotym wieku | Anna Sucheni-Grabowska    | II-21 | Kraków          | 1988        | 160 350 | ISBN 83-03-02039-0 |
| 3.  | Wielkie bezkrólewia                     | Stanisław Płaza           | II-22 | Kraków          | 1988        | 160 350 | ISBN 83-03-02329-2 |
| 4.  | Król i kanclerz                         | Stanisław Grzybowski      | II-23 | Kraków          | 1988        | 160 350 | ISBN 83-03-02440-X |
| 5.  | Rokosz Zebrzydowskiego                  | Henryk Wisner             | II-24 | Kraków          | 1989        | 160 350 | ISBN 83-03-02616-X |
| 6.  | Hetmani Rzeczypospolitej                | Zdzisław Żygulski         | II-25 | Kraków          | 1994        | 45 000  | ISBN 83-03-03630-0 |
| 7.  | Sarmatyzm                               | Stanisław Grzybowski      | II-26 | Warszawa        | 1996        | b.d.    | ISBN 83-905570-0-2 |
| 8.  | Wojny kozackie w dawnej Polsce          | Zbigniew Wójcik           | II-27 | Kraków          | 1989        | 160 350 | ISBN 83-03-02744-1 |
| 9.  | Liberum veto                            | Zbigniew Wójcik           | II-28 | Kraków          | 1992        | 50 000  | ISBN 83-03-03477-4 |
| 10. | Potop                                   | Bożena Popiołek           | II-29 | Warszawa        | 1998        | b.d.    | ISBN 83-03-03691-2 |
| 11. | Epizod reformacyjny                     | Wacław Urban              | II-30 | Kraków          | 1988        | 160 350 | ISBN 83-03-02501-5 |
| 12. | Rokosz Lubomirskiego                    | Stanisław Płaza           | II-31 | Kraków          | 1994        | 45 000  | ISBN 83-03-03578-9 |
| 13. | Odsiecz Wiednia 1683                    | Zdzisław Żygulski         | II-32 | Kraków          | 1994        | 45 000  | ISBN 83-03-03639-4 |
| 14. | Rzeczpospolita na rozdrożu 1696–1736    | Andrzej Link-Lenczowski   | II-33 | Kraków          | 1994        | 45 000  | ISBN 83-03-03638-6 |
| 15. | O skutecznym rad sposobie               | Henryk Olszewski          | II-34 | Kraków          | 1989        | 160 350 | ISBN 83-03-02770-0 |
| 16. | Początek końca                          | Władysław Andrzej Serczyk | II-35 | Warszawa        | 1997        | b.d.    | ISBN 83-03-03689-0 |
| 17. | Blaski i cienie baroku                  | Michał Rożek              | II-36 | Kraków          | 1992        | 50 000  | ISBN 83-03-03556-8 |
| 18. | By Polaków zrobić obywatelami           | Kamilla Mrozowska         | II-37 | Kraków          | 1993        | 50 000  | ISBN 83-03-03557-6 |
| 19. | Stanisław August nie tylko mecenas      | Aleksandra Zgorzelska     | II-38 | Warszawa        | 1996        | b.d.    | ISBN 83-905570-5-3 |
| 20. | Witaj majowa jutrzenko                  | Jerzy Michalski           | II-39 | Warszawa        | 1999        | b.d.    | ISBN 83-03-03696-3 |
| 21. | Naczelnik w sukmanie                    | Andrzej Zahorski          | II-40 | Kraków          | 1990        | 160 350 | ISBN 83-03-03052-3 |

- III tom:

| Lp. | Tytuł                                                  | Autor                                   | Tom    | Miejsce wydania | Rok wydania | Nakład  | ISBN               |
| --- | ------------------------------------------------------ | --------------------------------------- | ------ | --------------- | ----------- | ------- | ------------------ |
| 1.  | Ostatnie lata Pierwszej Rzeczypospolitej               | Zofia Zielińska                         | III-41 | Warszawa        | 1986        | 160 350 | ISBN 83-03-01151-0 |
| 2.  | Polska zniewolona 1795–1806                            | Stanisław Grodziski, Eligiusz Kozłowski | III-42 | Warszawa        | 1987        | 160 350 | ISBN 83-03-01912-3 |
| 3.  | Małe państwo wielkich nadziei                          | Barbara Grochulska                      | III-43 | Warszawa        | 1987        | 160 350 | ISBN 83-03-02003-X |
| 4.  | Od Kongresu Wiedeńskiego do Nocy Listopadowej          | Jerzy Skowronek                         | III-44 | Warszawa        | 1987        | 160 350 | ISBN 83-03-02060-9 |
| 5.  | Powstanie Listopadowe                                  | Tadeusz Łepkowski                       | III-45 | Warszawa        | 1987        | 160 350 | ISBN 83-03-01972-4 |
| 6.  | Wielka Emigracja po Powstaniu Listopadowym             | Jerzy Zdrada                            | III-46 | Warszawa        | 1987        | 160 350 | ISBN 83-03-02125-7 |
| 7.  | Od konspiracji do kapitulacji                          | Jerzy Skowronek                         | III-47 | Warszawa        | 1989        | 160 350 | ISBN 83-03-02579-1 |
| 8.  | Za Waszą i naszą wolność                               | Marian Zgórniak                         | III-48 | Warszawa        | 1987        | 160 350 | ISBN 83-03-02020-X |
| 9.  | Powstanie Styczniowe                                   | Stefan Kieniewicz                       | III-49 | Warszawa        | 1987        | 160 350 | ISBN 83-03-02058-7 |
| 10. | Początki cywilizacji przemysłowej na ziemiach polskich | Juliusz Łukasiewicz                     | III-50 | Warszawa        | 1988        | 160 350 | ISBN 83-03-02469-8 |
| 11. | Społeczeństwo polskie 1864–1914                        | Ireneusz Ihnatowicz                     | III-51 | Warszawa        | 1988        | 160 350 | ISBN 83-03-02471-X |
| 12. | Swobody fabryk i ziemi !                               | Jerzy Myśliński                         | III-52 | Warszawa        | 1988        | 160 350 | ISBN 83-03-02239-3 |
| 13. | Od Stojałowskiego do Witosa                            | Andrzej Zakrzewski                      | III-53 | Warszawa        | 1988        | 160 350 | ISBN 83-03-02510-4 |
| 14. | Rok 1905                                               | Feliks Tych                             | III-54 | Warszawa        | 1990        | 100 000 | ISBN 83-03-02915-0 |
| 15. | Przetrwać nad Wartą 1815–1914                          | Witold Jakóbczyk                        | III-55 | Warszawa        | 1989        | 160 350 | ISBN 83-03-02503-1 |
| 16. | Galicja 1859–1914 Polski Piemont ?                     | Józef Buszko                            | III-56 | Warszawa        | 1989        | 160 350 | ISBN 83-03-02732-8 |
| 17. | Wygrać Polskę 1914–1918                                | Tomasz Schramm                          | III-57 | Warszawa        | 1989        | 160 350 | ISBN 83-03-02730-1 |
| 18. | Pierwsze lata Drugiej Rzeczypospolitej                 | Andrzej Garlicki                        | III-58 | Warszawa        | 1989        | 160 350 | ISBN 83-03-02731-X |
| 19. | Rządy Sejmu 1921–1926                                  | Tomasz Nałęcz                           | III-59 | Warszawa        | 1991        | 100 000 | ISBN 83-03-02916-9 |
| 20. | Z Sulejówka do Belwederu                               | Andrzej Garlicki                        | III-60 | Warszawa        | 1990        | 100 000 | ISBN 83-03-02889-8 |
| 21. | Pod rządami Marszałka                                  | Andrzej Garlicki                        | III-61 | Warszawa        | 1994        | 50 000  | ISBN 83-03-03644-0 |
| 22. | Ostatnie lata Polski niepodległej                      | Paweł Piotr Wieczorkiewicz              | III-62 | Warszawa        | 1991        | 100 000 | ISBN 83-03-03222-4 |
| 23. | Gospodarka Drugiej Rzeczypospolitej                    | Zbigniew Landau, Jerzy Tomaszewski      | III-63 | Warszawa        | 1991        | 100 000 | ISBN 83-03-03085-X |
| 24. | Kultura Drugiej Rzeczypospolitej                       | Daria Nałęcz                            | III-64 | Warszawa        | 1991        | 80 000  | ISBN 83-03-03432-4 |
| 25. | Polityka zagraniczna Polski międzywojennej             | Stanisław Sierpowski                    | III-65 | Warszawa        | 1994        | 50 000  | ISBN 83-03-03645-9 |

- IV tom[aa]:

| Lp. | Tytuł                 | Autor                      | Tom   | Miejsce wydania | Rok wydania | Nakład | ISBN                  |
| --- | --------------------- | -------------------------- | ----- | --------------- | ----------- | ------ | --------------------- |
| 1.  | Kampania 1939 roku    | Paweł Piotr Wieczorkiewicz | IV-1  | Warszawa        | 2001        | b.d.   | ISBN 83-88072-53-6    |
| ... | ...                   | ...                        | ...   | ...             | ...         | ...    | ...                   |
| 18. | Kryzysy w PRL         | Jerzy Eisler               | IV-18 | -               | -           | -      | zeszyt nie ukazał się |
| 19. | Młodzież w PRL        | Krzysztof Lesiakowski      | IV-19 | -               | -           | -      | zeszyt nie ukazał się |
| 20. | Państwo–Kościół w PRL | Jan Żaryn                  | IV-20 | -               | -           | -      | zeszyt nie ukazał się |